# Bienále

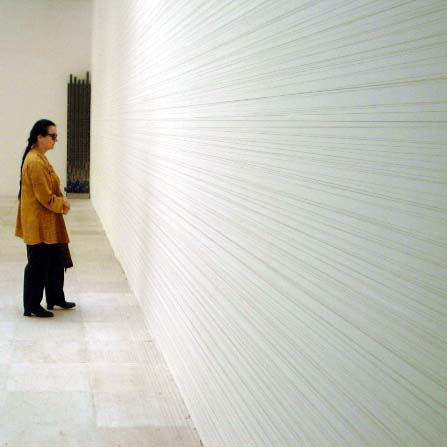
Detail výstavy na Benátském bienále

Bienále je událost, která se koná každý druhý rok. Nejčastěji se pořádají bienále umělecká (výstavy současného výtvarného umění, architektury, ilustrací aj.).
Proslavené je například Biennale di Venezia, mezioborová přehlídka současného umění (včetně architektury) konaná od roku 1895. Dalšími bienále jsou například Bienále ve věci umění, které od roku 2020 pravidelně pořádá tranzit.cz v Praze, bývalé Pražské bienále, které mezi lety 2006 a 2013 pořádala Nadace Prague Biennale, v některých ročnících ve spolupráci s Národní galerií v Praze, Mezinárodní bienále grafického designu v Brně, festival profesionálního loutkového divadla Mateřinka v Liberci, Bienále ilustrací Bratislava, mezinárodní multidisciplinární přehlídka umění Pařížské biennale či přehlídka současného amerického umění Whitney Biennial v New Yorku.
Pojmem „trienále“ se označuje událost konaná jednou za tři a „kvadrienále“ za čtyři roky. Například výstava documenta se koná v německém Kasselu každých pět let, zatímco Skulptur Projekte Münster každých deset let.